# أوليفر لاغرون
أوليفر لاغرون (9 ديسمبر 1906-15 أكتوبر 1995)، نحات وشاعر ومعلم أمريكي من أصل أفريقي. في عام 1974، أنشئت منحة دراسية لما بعد المرحلة الثانوية باسمه، وتوسعت في عام 1991 لتشمل خريجي المدرسة الثانوية العامة في هاريسبرغ، بنسلفانيا.
ركزت إبداعات لاغرون الفنية بشكل أساسي على تكريم القدرات والإنجازات الأمريكية الأفريقية. يمكن رؤية منحوتاته في ثلاثة أبنية جامعية لجامعة ولاية بنسلفانيا (هاريسبرغ، ستيت كوليدغ، سكرانتون)، ومتحف ولاية بنسلفانيا، في كنيسة الموحدين في هاريسبرغ، ومركز شومبورغ بمدينة نيويورك، ومتحف البوكيرك، وجناح ريتشاردسون في مستشفيات نيو مكسيكو. جُمع شعره في مكتبة المجموعات الخاصة بجامعة ولاية بنسلفانيا بالإضافة إلى العديد من المكتبات الأكاديمية الأخرى والمجموعات الأخرى.

## العائلة، 1906-1927
وُلد كلارنس أوليفر لاغرون في 9 ديسمبر 1906 في ماكاليستر بالإقليم الهندي قبل عام من أن يصبح الإقليم جزءًا من ولاية أوكلاهوما الجديدة. والده، ويليام لي لاغرون، الذي ولد بعد عشر سنوات من إلغاء العبودية في الولايات المتحدة، لأبوين مستعبدين سابقًا، استقر في الأراضي الهندية بسبب الحرية النسبية التي منحتها له. كان ويليام لاغرون قد غادر ميسيسيبي في عام 1895، خوفًا على حياته بعد مشاجرة مع رجلين بيض بسبب هجومهما على والدته. تزوج ويليام من لولا إيفلين كوكران في ألاباما بعد أن ساعدته هي ووالداها على التعافي بعد رحلته. هاجروا إلى تكساس، بحثًا عن الأمان من الملاحقين المحتملين.
كان لعائلة لاغرون ممتلكات وكانوا قادة في المجتمع. في عام 1929، تنقلوا بين عدة بلدات صغيرة كانوا يأملون فيها بالسلام في مقاطعة أوكمولغي، أوكلاهوما، إلى ألبوكيرك، نيو مكسيكو.

## سنوات الكلية، 1928-1938

### جامعة هوارد
التحق شقيق لاغرون الأكبر، هوبارت، بجامعة فيسك. بعد التخرج عمل في واشنطن العاصمة، وفي عام 1928 دعا شقيقه الأصغر، أوليفر، للعيش معه أثناء عمله للحصول على الشهادة. في الخريف، التحق أوليفر لاغرون بجامعة هوارد، وخطط أن يصبح محاميًا.
أنشأ لاغرون علاقة وثيقة مع عضو هيئة التدريس الدكتور كارتر جي وودسون، وخلال صيف عام 1929، عمل كمساعد لوودسون، حيث أجرى مقابلات مع أشخاص في فرجينيا، ونورث كارولينا، وتينيسي، وألاباما، وجورجيا، ولويزيانا، وتكساس، وأوكلاهوما من أجل كتاب وودسون ولورنزو غرين القادم. بالإضافة إلى ذلك، باع لاغرون كتبًا عن ثقافة السود روج لها الدكتور وودسون. كما تلقى أوليفر لاغرون الاهتمام من عضو هيئة تدريس العلوم السياسية الشاب الدكتور رالف بانش.

### المكسيك
أدى الكساد الاقتصادي الكبير في البلاد إلى اضطرار لاغرون إلى مغادرة جامعة هوارد بعد إكمال سنته الأولى فقط. إن وفاة والده، والأضرار التي لحقت بوالدته جراء حادث سيارة، كانت تعني أن قدرته على العمل وكسب المال كانت ضرورية في المنزل. افتتح لاغرون وشقيقه الأكبر هوبارت صالة جنازة للمساعدة في إعالة الأسرة.

## التدريس في المدارس الحكومية، 1954-1969

### مدرس في مدرسة عامة
من عام 1954 حتى عام 1969، درّس أوليفر لاغرون في مدارس ديترويت العامة.  متخصصًا في الفنون والحرف اليدوية، وبحلول عام 1967، عمل في مدرسة ثانوية في تدريس تاريخ الأمريكيين الأفارقة. من عام 1956 حتى عام 1960، حصل على شهادة من جامعة واين ستيت، وحصل بفضل عمله على شهادة مدرس في التربية الخاصة والفنون. كان ذلك نتيجة لإنجازاته في ديترويت في كل من مجالات الفن والشعر.

### محامي وفنان
نحت لاغرون تمثال نصفي لزوجة الدكتور كروكيت الشهيرة، والناشط في الحقوق المدنية، والمحامي، والقاضي، وعضو الكونغرس جورج كروكيت الابن. خلال هذه الفترة عمل لاغرون لمدة عامين، 1968-1970، في مجلس ميتشيغان للفنون وفي لجنة صندوق معرض الفنون الأفريقية في معهد ديترويت للفنون. منذ عام 1964، كان عضوًا دائمًا في الجمعية الوطنية لتقدم الملونين.
كمبدع محترم، عرض لاغرون في كثير من الأحيان فنه والعروض الفنية المحكّمة وألقى المحاضرات وقدّم حلقات نقاش في منطقة ديترويت. فاز تمثال لاغرون لعام 1958، ذا دانسر، بجائزة في معرض في جامعة واين ستيت. القطعة مستوحاة من الراقصة ومصممة الرقصات وعالمة الأنثروبولوجيا، الدكتورة بيرل بريموس، المترجمة الأمريكية الرائدة في مجال الرقص الأفريقي. بعد ثلاث سنوات، نحت لاغرون تشارلز إيه هيل، المعروف بدعمه الشجاع والعملي لأولئك الذين دافعوا عن قضايا حقوق العمال والحقوق المدنية، قبل وقت طويل من أن تصبح هذه الجهود حركات اجتماعية معترف بها. واصل لاغرون النحت شخصيًا وتولى طلاب النحت بشكل خاص. في عام 1964، كلف فرع ديترويت لجمعية دراسة حياة الزنوج وتاريخهم من لاغرون تمثيل الشاعر والكاتب لانجستون هيوز. كان هيوز منذ عشرينيات القرن الماضي معروفًا كقائد في نهضة هارلم. احتفل عمل هيوز بكرامة وجمال الحياة السوداء، بما ينسجم مع اهتمامات أوليفر لاغرون. بعد وفاة هيوز، كجزء من إرث الشاعر، أصبحت الخطوط الرشيقة لوجه هيوز، التي نحتها لاغرون، جزءًا من مجموعات مركز شومبورغ. المركز هو فرع أبحاث تابع لمكتبة نيويورك العامة حول ثقافة السود، حيث يوجد التمثال في قسم الفنون والتحف.

### التأثير الأفريقي
في عام 1968، دُعي لاغرون من قبل الأصدقاء في توغو لاستكشاف تاريخ ثقافة غرب إفريقيا من هناك. عمّق فهمه للفن الأفريقي. صرّح لاغرون لاحقًا لمراسل: اخترع أسلافي الأفارقة طريقة الصب بالشمع، لذلك عندما أعمل في البرونز أتذكر أنني أواصل العمل الذي بدأه شعبي. اخترت العمل في البرونز لأنه كان معدن أجدادي. ولا تقل لي أنهم لا يمتلكون معرفة متطورة في علم المعادن.
بحلول عام 1970، اعترف مجلس مدينة ديترويت بكل من المكانة الأكاديمية والموهبة الفنية لـ لاغرون وحساسيته الإنسانية تجاه القضايا الشخصية والاجتماعية والثقافية. قُدّم له الثناء في مأدبة عشاء أقامها أصدقاء أوليفر لاغرون بينما كان يستعد لمغادرة ديترويت.